# Michalis Pelekanos
Michalis Pelekanos (Koridalos, 25 de Maio de 1981) é um basquetebolista profissional grego, atualmente joga no Maroussi Honda.

## Carreira
Pelekanos integrou o elenco da Seleção Grega de Basquetebol nas Olimpíadas de 2008.